# Phoenicocampa terinata
Phoenicocampa terinata is een vlinder uit de familie spanners (Geometridae). De wetenschappelijke naam van deze soort is voor het eerst geldig gepubliceerd in 1875 door Felder & Rogenhofer.
De soort komt voor in tropisch Afrika.